# Donald R. Griffin
Donald Redfield Griffin (* 3. August 1915 in Southampton (New York); † 7. November 2003 in Lexington (Massachusetts)) war ein US-amerikanischer Zoologe. Er leistete wesentliche Beiträge zur Navigation von Tieren, besonders Fledermäusen, wo er mit Robert Galambos ein Pionier der Echoortung war, und Vögeln, und zur Biophysik von Sensoren.

## Leben
Donald Griffin wuchs in einem ländlichen Gebiet in der Nähe von Scarsdale, Westchester County (New York) auf, wo seine Eltern ein Farmhaus aus der zweiten Hälfte des 18. Jahrhunderts gemietet hatten. Sein Vater, Henry Farrand Griffin (1880–1954) hatte an der Yale University Sprachen und Literatur studiert und zunächst als Reporter für die Zeitung New York Evening Sun gearbeitet, nach der Geburt des Sohnes aber ein einträglicheres Auskommen als Werbetexter mit eigener Agentur gefunden. Die Mutter, Mary Whitney Redfield (1885–1968), machte ihn bereits als Kind mit naturkundlichen Zeitschriften vertraut. 1924 zog die Familie nach Barnstable (Massachusetts) um, von wo aus er häufig das Boston Museum of Natural History (heute: Boston Museum of Science) aufsuchte. Seine allmonatlichen Besuche – Folge einer langwierigen kieferorthopädischen Behandlung – fielen mehreren Kuratoren auf, die ihm bereits im Alter von 15 Jahren Zugang zu fachwissenschaftlichen Publikationen ermöglichten.
In Scarsdale hatte Griffin den Kindergarten und angesehene private Grundschule besucht, die Grammar School von Barnstable hingegen hielten die Eltern für derart wenig fordernd und die Lehrkräfte zudem gegen die Evolutionstheorie eingestellt, dass sie ihren Sohn nach einem Jahr von der Schule nahmen und ihn zuhause privat unterrichteten: der Vater lehrte Englisch, Geschichte, Latein und Französisch, eine pensionierte Lehrerin unterrichtete Mathematik und Deutsch. Zwei Jahre danach wurde er von der Phillips Academy aufgenommen, die sein Vater bereits besucht hatte, und 1938 wechselte er ans Harvard College der Harvard University. Bereits in den Jahren zuvor hatte er an einem Programm zur Vogelberingung mitgewirkt, wodurch seine Neugier geweckt wurde, solche Markierungen auch bei Fledermäusen anzubringen. Dies gelang ihm im Sommer 1932 bei der Kleinen Braunen Fledermaus (Myotis lucifugus), wie er 1934 – in einer der ersten wissenschaftlichen Veröffentlichungen zur Fledermausberingung überhaupt – im Fachblatt Journal of Mammalogy berichtete.
Seine Erfahrungen im Zusammenhang mit der Erforschung des Vogelzugs und des Zugs der Fledermäuse führten dazu, dass Griffin sich in Harward der Arbeitsgruppe von Karl Lashley anschloss, der bereits 1915 über das Heimfindeverhalten von Seeschwalben publiziert hatte. Mit dem Physiker George W. Pierce, dessen Messgeräte er nutzte, wies er 1938 nach, dass Fledermäuse Ultraschalllaute benutzten, und in Zusammenarbeit mit Robert Galambos wies er deren Echoortung (ein Begriff, den er 1944 einführte) von Hindernissen mit Ultraschall nach.
Donald Griffin wurde Junior Fellow in Harvard, beschäftigte sich im Zweiten Weltkrieg mit kriegswichtiger Forschung (auch am Rande mit der skurrilen Idee des Einsatzes von Fledermäusen als Bombenträger, das er als nicht-praktikabel beurteilte) und lehrte ab 1946 an der Cornell University. 1953 war er wieder als Professor an der Harvard University, an der er 1962 bis 1965 der Fakultät für Biologie vorstand. 1965 bis 1989 war er an der Rockefeller University, wo er das Institute for Research in Animal Behavior gründete.
Neben der Forschung an Fledermäusen befasste er sich auch weiterhin mit der Orientierung von Vögeln auf Wanderungen, was er mit Flugzeugen, Radar und Höhenballons erforschte. In seinem Buch Animal Awareness argumentierte er, dass Tiere genau wie Menschen Bewusstsein besitzen, denkende Wesen sind und nicht nur von Instinkt geleitete Automaten. Zuletzt befasste er sich mit der Kommunikation von Bibern.
Er war Mitglied der National Academy of Sciences (1960), deren Daniel Giraud Elliot Medal er 1958 erhielt, der American Academy of Arts and Sciences (1952) und der American Philosophical Society.

## Schriften (Auswahl)
- Listening in the Dark. The acoustic orientation of bats and men. Yale University Press 1958
- Echoes of Bat and Men. Anchor Books 1959
  - Deutsche Ausgabe: Vom Echo zum Radar. Mit Schallwellen sehen. Sammlung Natur und Wissen, Kurt Desch 1959
- Animal Structure and Function. New York: Holt, Rinehart & Winston 1962
- Bird Migration: The Biology and Physics of Orientation Behaviour. London: Heinemann 1965
- Question of Animal Awareness: Evolutionary Continuity of Mental Experience. William Kaufmann, 1976, 2. Auflage 1981
- Animal Thinking. Harvard University Press 1984, 1990
- Animal Minds: Beyond Cognition to Consciousness. University of Chicago Press 2001
- „Windows on nonhuman minds“. In Michel Weber und Anderson Weekes (Hrsg..): Process Approaches to Consciousness in Psychology, Neuroscience, and Philosophy of Mind. Albany, New York, State University of New York Press, 2009, S. 219ff
- mit Robert Galambos: The sensory basis of obstacle avoidance by flying bats. In: Journal of Experimental Zoology. Band 86, 1941, S. 481–506
- mit Robert Galambos: Obstacle avoidance by flying bats: the cries of bats. In: Journal of Experimental Zoology A. Band 89, 1942, 475–490
- mit G. W. Pierce: Experimental determination of supersonic notes emitted by bats. In: Journal of Mammalogy. Band 19, 1938, S. 454–455